# 349 av. J.-C.
Cette page concerne l'année 349 av. J.-C. du calendrier julien proleptique.

## Événements
- Été : Philippe II de Macédoine exige que les Olynthiens lui livrent des réfugiés macédoniens, ses demi-frères Arrhidée et Ménélas. Olynthe refuse, et Philippe marche sur la ville, qui demande l’alliance d’Athènes. Les Athéniens tardent à intervenir, puis envoient à la fin de l’été deux corps expéditionnaires en Chalcidique[1].

- 7 juillet (28 juin du calendrier romain) : début à Rome du consulat de Lucius Furius Camillus et Appius Claudius Crassus Inregillensis (décédé en exercice). Les Gaulois continuent de piller le Latium ; ils sont battus par le consul Furius Camillus. Le tribun militaire Marcus Valerius Corvus affronte un Gaulois en combat singulier qu'il tue avec l'aide d'un corbeau. Dictature de Titus Manlius Torquatus pour présider aux comices consulaires pendant que Furius Camillus surveille les pirates grecs  qui menacent les côtes d'Antium, de Laurente et ferment l'embouchure du Tibre[2].
- Septembre : Les Olynthiennes, harangues de Démosthène contre les Macédoniens assiégeant Olynthe[3].
- Hiver 349/348 av. J.-C. : le tyran Plutarque, soutenu par les Athéniens, est chassé par une révolution à Érétrie. Phocion est envoyé en Eubée pour le défendre, à l'instigation de Midias et d'Eubule[1].

- Troisième guerre sacrée : les Béotiens envahissent la Phocide et battent l'armée phocidienne près de Hyampolis ; ils sont battus à leur tour près de Coronée[4].

- Début du règne conjoint de Pairisadès Ier et Spartokos II, fils de Leucon, rois du Bosphore. Prospérité du royaume sous Pairisadès, qui règne seul de 344/343 à 311/310 av. J.-C.[5].